# Anarchia relazionale
L'anarchia relazionale o anarchia delle relazioni (abbreviata come RA dall'inglese) è una filosofia che promuove la libertà individuale e l'autonomia nella gestione delle relazioni interpersonali, inclusi i legami romantici, sessuali e amicali, senza alcuna forma di costrizione o categorizzazione. Sebbene possa essere una scelta difficile e impegnativa, può offrire la possibilità di costruire relazioni sincere e significative basate sulla comunicazione e sulla consapevolezza reciproca.
L'anarchia relazionale è una filosofia che si distingue dal poliamore, in quanto rifiuta qualsiasi tipo di categorizzazione delle relazioni e di costrizione a regole predefinite.

## Origine del concetto
L'espressione "anarchia relazionale" è stata coniata da Andie Nordgren, ed è il soggetto delle tesi di laurea degli svedesi Jacob Strandell e Ida Midnattssol. È stata discussa nei workshop all'OpenCon 2010, e dal Prof. Dott. Meg Barker della Open University in una presentazione nel 2013.

## Pensiero degli anarchici relazionali
Sostengono che ogni relazione, sia essa romantica o di altro tipo, debba essere valutata individualmente, e che non debba essere vincolata a norme sociali o culturali, come "semplici amici", "stare insieme", "essere in relazione aperta" e così via. In altre parole, le persone coinvolte in una relazione anarchica relazionale decidono autonomamente i limiti, le aspettative e le regole della loro relazione, senza essere vincolate da stereotipi o convenzioni sociali.
Preferiscono non suddividere le relazioni in sottoinsiemi di quelle che coinvolgano partner e quelle che non li coinvolgano, ma adottano un approccio più flessibile in cui tutto è permesso per accordo reciproco. Se una persona anarchica relazionale ha più relazioni sessuali, d'amore o intime, può considerarsi anche poliamorosa, ma non è quello il suo modello di riferimento. Una differenza degna di nota fra il poliamore e la RA è la distinzione in categorie spesso fatta dalle persone poliamorose riguardo alle relazioni romantiche e alle amicizie. In generale, gli anarchici relazionali tendono a non riconoscere una tale categorizzazione, né alcun percorso convenzionale da seguire per ottenere, avere o esprimere amore nelle proprie relazioni.
Promuovono la comunicazione aperta e sincera come mezzo per gestire le relazioni e le eventuali difficoltà che possono emergere. Inoltre, riconoscono l'importanza dell'autonomia individuale e della responsabilità personale nella gestione delle proprie relazioni.